# 岩手县立大学盛冈短期大学部
岩手县立大学盛冈短期大学部（日语：／ Iwate Kenritsu Daigaku Morioka Tanki Daigakubu *），简称盛冈短大，是一所位于日本岩手县泷泽市的公立短期大学。前身是岩手县立盛冈短期大学（日语：／ Iwate Kenritsu Morioka Tanki Daigaku *）。

## 概要

### 简介
- 学校最早可以追溯到1946年[1][2]。短期大学为于1951年开办[2]、由公立大学法人岩手县立大学经营[3]。为男女同校

### 历史
- 1951年 盛冈短期大学成立并同时设置两个学科、以下列举[2]。
  - 家政科
  - 美术工艺科：为3年制（但招生到1955年、停办于1958年）。
- 1962年 家政科分离为两个专攻、以下列举[2]。
  - 服装专攻[注 5]
  - 食物专攻
- 1963年 改校名为岩手县立盛冈短期大学[2]。
- 1965年 保育科成立[2]。
- 1966年 法经科成立[2]。
- 1988年 学科改名为、以下列举[2]。
  - 家政科→生活科学科
    - 服装专攻[注 5]→生活科学专攻
    - 食物专攻→食物营养专攻

  - 法经科→法经学科（招生到1997年、停办于2000年）
  - 保育科→保育学科（招生到1997年、停办于1999年）
- 1998年 校园迁从盛冈市到泷泽村，改校名为岩手县立大学盛冈短期大学部。国际文化学科成立[2]。

### 宪章
- 请参看岩手县立大学盛冈短期大学部的标志 （页面存档备份，存于） （日語） 2014年5月19日阅览。

## 学校环境
- 校区：在岩手县泷泽市

## 历任校长
- 阿部干一：第一代短期大学校长[4]。
- 中村庆久：现在短期大学校长[5]

## 组织

### 学科
- 生活科学科
  - 生活科学专攻
  - 食物营养专攻
- 国际文化学科

### 前学科
| - 美术工艺科 - 保育学科 - 法经科 |

### 专科
| - 没有 |

### 业余课程
| - 没有 |

### 附属学校
- 前岩手县立盛冈短期大学附属驹草幼儿园：成立于1969年[2]

## 相关链接
- 日本短期大学列表
- 岩手县立大学宫古短期大学部